# Вера Дрейк
«Вера Дрейк» (англ. Vera Drake) — детективная драма режиссёра Майка Ли, вышедшая на экраны в 2004 году. Лента рассказывает историю Веры Дрейк, простой женщины из британского рабочего класса 50-х годов, которая нелегально оказывает услуги по прерыванию беременности. Фильм получил «Золотого льва» на Венецианском кинофестивале, три премии BAFTA, а также трижды номинировался на «Оскар».

## Сюжет
Вера Дрейк — милая британская женщина, искренняя и добродушная. Вера счастливо живёт в кругу своей семьи и помогает всем, кто попросит. Её сын Сид — портной, а застенчивая дочь Этель работает на заводе. Супруг Стэнли — автомеханик в мастерской, принадлежащей его младшему брату. Сама Вера работает домработницей в нескольких семьях, ухаживает за своей больной матерью и знакомыми.
Семья Веры не знает о том, что она помогает делать подпольные аборты. Помощь Веры бескорыстна. Она не берёт за это деньги, однако деньги без ведома Веры берёт Лили, подруга детства. Кроме того, Лили в скудное послевоенное время продаёт на чёрном рынке дефицитные продукты питания.
После того, как одна из пациенток Веры чуть не умирает, её арестовывают и берут под стражу для допроса. На следующее утро Вера предстаёт перед судом. Женщину отпускают под залог на три недели. Рождественские праздники семья проводит вместе. Спустя три недели проводится слушание дела и суд приговаривает Веру к двум с половиной годам заключения.

## Актёрский состав
| В ролях         |  | Персонаж          |
| --------------- |  | ----------------- |
| Имельда Стонтон |  | Вера Дрейк        |
| Фил Дэвис       |  | Стэнли Дрейк      |
| Дэниэл Мейс     |  | Сид Дрейк         |
| Алекс Келли     |  | Этель Дрейк       |
| Эдди Марсан     |  | Редж              |
| Эдриан Скарборо |  | Фрэнк Дрейк       |
| Хизер Крэйни    |  | Джойс Дрейк       |
| Салли Хокинс    |  | Сьюзан            |
| Лео Билл        |  | Ронни             |
| Рут Шин         |  | Лили              |
| Джим Бродбент   |  | судья             |
| Питер Уайт      |  | инспектор Уэбстер |
| Мартин Сэвэдж   |  | сержант Виккерс   |

## Награды и номинации[3]
| Премия                                      | Категория                            | Имя              | Результат |
| ------------------------------------------- | ------------------------------------ | ---------------- | --------- |
| Премия британского независимого кино (2004) | Лучший британский независимый фильм  |                  | Победа    |
| Премия британского независимого кино (2004) | Лучший режиссёр                      | Майк Ли          | Победа    |
| Премия британского независимого кино (2004) | Лучшая актриса                       | Имельда Стонтон  | Победа    |
| Премия британского независимого кино (2004) | Лучший актер                         | Фил Дэвис        | Победа    |
| Премия британского независимого кино (2004) | Лучший исполнитель второго плана     | Эдди Марсан      | Победа    |
| Премия британского независимого кино (2004) | Лучшее продюсирование                |                  | Победа    |
| Премия британского независимого кино (2004) | Лучший сценарий                      | Майк Ли          | Номинация |
| Премия Европейской киноакадемии (2004)      | Лучшая актриса                       | Имельда Стонтон  | Победа    |
| Премия Европейской киноакадемии (2004)      | Лучший фильм                         |                  | Номинация |
| Венецианский кинофестиваль (2004)           | «Золотой лев» за лучший фильм        |                  | Победа    |
| Венецианский кинофестиваль (2004)           | Кубок Вольпи за лучшую женскую роль  | Имельда Стонтон  | Победа    |
| Оскар (2005)                                | Лучшая женская роль                  | Имельда Стонтон  | Номинация |
| Оскар (2005)                                | Лучшая режиссура                     | Майк Ли          | Номинация |
| Оскар (2005)                                | Лучший оригинальный сценарий         | Майк Ли          | Номинация |
| Золотой глобус (2005)                       | Лучшая женская роль                  | Имельда Стонтон  | Номинация |
| BAFTA (2005)                                | Лучшая режиссура                     | Майк Ли          | Победа    |
| BAFTA (2005)                                | Лучшая актриса                       | Имельда Стонтон  | Победа    |
| BAFTA (2005)                                | Лучший дизайн костюмов               | Жаклин Дюрран    | Победа    |
| BAFTA (2005)                                | Лучший фильм                         |                  | Номинация |
| BAFTA (2005)                                | Лучший британский фильм              |                  | Номинация |
| BAFTA (2005)                                | Лучшая мужская роль второго плана    | Фил Дэвис        | Номинация |
| BAFTA (2005)                                | Лучшая женская роль второго плана    | Хизер Крэйни     | Номинация |
| BAFTA (2005)                                | Лучший оригинальный сценарий         | Майк Ли          | Номинация |
| BAFTA (2005)                                | Лучший монтаж                        | Джим Кларк       | Номинация |
| BAFTA (2005)                                | Лучший грим                          | Кристин Бланделл | Номинация |
| BAFTA (2005)                                | Лучшая работа художника-постановщика | Ив Стюарт        | Номинация |
| Премия Гильдии киноактёров США (2005)       | Лучшая женская роль                  | Имельда Стонтон  | Номинация |
| Давид ди Донателло (2005)                   | Лучший европейский фильм             | Майк Ли          | Номинация |
| Бодил (2006)                                | Лучший неамериканский фильм          | Майк Ли          | Номинация |